# Cliffortia sericea
Cliffortia sericea är en rosväxtart som beskrevs av Christian Friedrich Frederik Ecklon och Zeyh.. Cliffortia sericea ingår i släktet Cliffortia och familjen rosväxter. Inga underarter finns listade i Catalogue of Life.